# Grand Prix automobile de Singapour 2016
GP précédent GP suivant
Le Grand Prix automobile de Singapour 2016 (2016 Formula 1 Singapore Airlines Singapore Grand Prix), disputé le 18 septembre 2016 sur le Circuit urbain de Singapour, est la 950e épreuve du championnat du monde de Formule 1 courue depuis 1950. Il s'agit de la neuvième édition du Grand Prix de Singapour comptant pour le championnat du monde de Formule 1, et de la quinzième manche du championnat 2016. Il présente la particularité depuis sa première édition en 2008 de se disputer en nocturne.
Lors de la première phase des qualifications sur la piste de Marina Bay, Sebastian Vettel, victime du bris de la barre antiroulis de sa Ferrari SF16-H, termine son unique tour chronométré sur trois roues et doit s'élancer de la dernière place sur la grille de départ. Si Lewis Hamilton n'arrive pas à tirer le meilleur parti de sa W07 entre les murets du tracé tortueux, son coéquipier Nico Rosberg survole les débats et réalise la vingt-neuvième pole position de sa carrière, sa septième de la saison. Il est accompagné en première ligne par Daniel Ricciardo, qui échoue à 6 dixièmes de seconde de son rival sous le drapeau à damier. Hamilton, troisième, s'élance entre deux Red Bull Racing, devant Max Verstappen en deuxième ligne. Kimi Räikkönen part en troisième ligne devant Carlos Sainz Jr..
Premier au départ et à l'arrivée, Nico Rosberg doit résister, dans les derniers tours, à Daniel Ricciardo qui a fait un arrêt de plus que lui et qui, avec des pneumatiques en meilleur état, revient sur l'Allemand au point de passer la ligne d'arrivée à seulement quatre dixièmes de seconde. Rosberg, en remportant sa huitième course de la saison, la vingt-deuxième de sa carrière, retrouve la tête du championnat du monde. La bataille pour la troisième place, qui oppose Lewis Hamilton à Kimi Räikkönen, tourne à l'avantage du triple champion du monde britannique qui, dépassé sur la piste par le Finlandais, reprend l'avantage lors des arrêts au stand. Sebastian Vettel remonte de la dernière place sur la grille à la cinquième place finale et termine loin devant Max Verstappen. Fernando Alonso se classe septième devant Sergio Pérez, Daniil Kvyat et Kevin Magnussen qui se partagent les points restants, dans le même tour que le vainqueur. Comme à chaque fois depuis la première édition du Grand Prix de Singapour, la voiture de sécurité est sortie, cette fois dès le premier tour après l'accident au départ de Nico Hülkenberg avant même le premier virage.
Rosberg, avec 273 points, reprend la tête du championnat à Hamilton (265 points). Ricciardo consolide sa troisième place (179 points) devant Vettel (153 points) et Räikkönen (148 points). Max Verstappen, avec 129 points, devance Bottas (70 points), Pérez (66 points) et Hülkenberg (46 points). Mercedes mène le championnat constructeurs avec 538 points, Red Bull Racing conserve la deuxième place (316 points) devant Ferrari (301 points) ; suivent Force India (112 points) qui repasse Williams (111 points), McLaren (54 points), Scuderia Toro Rosso (47 points), Haas (28 points), Renault (7 points) et Manor (1 point).

## Contexte avant le Grand Prix
En août 2016, Kasi Shanmugam, le ministre des affaires intérieures de Singapour, révèle qu'un attentat ciblant le Grand Prix a été déjoué. Des terroristes se réclamant de l'État Islamique prévoyaient de commettre une attaque à la roquette depuis l'île indonésienne de Batam située à un peu plus de 15 kilomètres ; les roquettes auraient été lancées directement sur le circuit et les spectateurs. Le ministre déclare : « Cela démontre à quel point nos ennemis cherchent des façons différentes de nous attaquer. Des terroristes chercheront à passer nos points de contrôle, voudront essayer de nous attaquer depuis l'extérieur, et cela sans compter sur les attaques en solitaire ». Six suspects ayant des liens avec Bahrun Naim, une organisation terroriste indonésienne responsable d'un massacre à Jakarta, ont été arrêtés après des discussions repérées sur les réseaux sociaux. Si la police ne sait pas si ces hommes auraient été capables de mener une telle attaque, du matériel destiné à la fabrication de bombes et des armes à feu ont été retrouvés
,.

## Pneus disponibles
| Pneus pour piste sèche | Pneus pour piste sèche | Pneus pour piste sèche | Pneus pluie    | Pneus pluie |
| ---------------------- | ---------------------- | ---------------------- | -------------- | ----------- |
| Ultra tendres          | Super tendres          | Tendres                | Intermédiaires | Pluie       |

## Essais libres

### Première séance, le vendredi de 18 h à 19 h 30
| Pos. | Pilote           | Voiture            | Chrono         | Écart     |
| ---- | ---------------- | ------------------ | -------------- | --------- |
| 1    | Max Verstappen   | Red Bull-TAG Heuer | 1 min 45 s 823 |           |
| 2    | Daniel Ricciardo | Red Bull-TAG Heuer | 1 min 45 s 872 | + 0 s 049 |
| 3    | Sebastian Vettel | Ferrari            | 1 min 46 s 287 | + 0 s 464 |
| 4    | Lewis Hamilton   | Mercedes           | 1 min 46 s 426 | + 0 s 603 |
| 5    | Nico Rosberg     | Mercedes           | 1 min 46 s 513 | + 0 s 690 |
| 6    | Kimi Räikkönen   | Ferrari            | 1 min 46 s 890 | + 1 s 067 |

### Deuxième séance, le vendredi de 21 h 30 à 23 h
| Pos. | Pilote           | Voiture              | Chrono         | Écart     |
| ---- | ---------------- | -------------------- | -------------- | --------- |
| 1    | Nico Rosberg     | Mercedes             | 1 min 44 s 152 |           |
| 2    | Kimi Räikkönen   | Ferrari              | 1 min 44 s 427 | + 0 s 275 |
| 3    | Max Verstappen   | Red Bull-TAG Heuer   | 1 min 44 s 532 | + 0 s 380 |
| 4    | Daniel Ricciardo | Red Bull-TAG Heuer   | 1 min 44 s 557 | + 0 s 405 |
| 5    | Sebastian Vettel | Ferrari              | 1 min 45 s 161 | + 1 s 009 |
| 6    | Nico Hülkenberg  | Force India-Mercedes | 1 min 45 s 182 | + 1 s 030 |

### Troisième séance, le samedi de 18 h à 19 h
| Pos. | Pilote           | Voiture              | Chrono         | Écart     |
| ---- | ---------------- | -------------------- | -------------- | --------- |
| 1    | Nico Rosberg     | Mercedes             | 1 min 44 s 352 |           |
| 2    | Max Verstappen   | Red Bull-TAG Heuer   | 1 min 44 s 411 | + 0 s 059 |
| 3    | Kimi Räikkönen   | Ferrari              | 1 min 44 s 860 | + 0 s 508 |
| 4    | Daniel Ricciardo | Red Bull-TAG Heuer   | 1 min 44 s 903 | + 0 s 551 |
| 5    | Sebastian Vettel | Ferrari              | 1 min 45 s 104 | + 0 s 752 |
| 6    | Nico Hülkenberg  | Force India-Mercedes | 1 min 45 s 316 | + 0 s 964 |

## Séance de qualifications

### Résultats des qualifications
| Pos.                                                                                        | Pilote            | Écurie               | Qualifications 1 | Qualifications 2 | Qualifications 3 |
| ------------------------------------------------------------------------------------------- | ----------------- | -------------------- | ---------------- | ---------------- | ---------------- |
| 1                                                                                           | Nico Rosberg      | Mercedes             | 1 min 45 s 316   | 1 min 43 s 020   | 1 min 42 s 584   |
| 2                                                                                           | Daniel Ricciardo  | Red Bull-TAG Heuer   | 1 min 44 s 255   | 1 min 43 s 933   | 1 min 43 s 115   |
| 3                                                                                           | Lewis Hamilton    | Mercedes             | 1 min 45 s 167   | 1 min 43 s 471   | 1 min 43 s 288   |
| 4                                                                                           | Max Verstappen    | Red Bull-TAG Heuer   | 1 min 45 s 036   | 1 min 44 s 112   | 1 min 43 s 328   |
| 5                                                                                           | Kimi Räikkönen    | Ferrari              | 1 min 44 s 964   | 1 min 44 s 159   | 1 min 43 s 540   |
| 6                                                                                           | Carlos Sainz Jr.  | Toro Rosso-Ferrari   | 1 min 45 s 499   | 1 min 44 s 493   | 1 min 44 s 197   |
| 7                                                                                           | Daniil Kvyat      | Toro Rosso-Ferrari   | 1 min 45 s 291   | 1 min 44 s 475   | 1 min 44 s 469   |
| 8                                                                                           | Nico Hülkenberg   | Force India-Mercedes | 1 min 46 s 081   | 1 min 44 s 737   | 1 min 44 s 479   |
| 9                                                                                           | Fernando Alonso   | McLaren-Honda        | 1 min 45 s 373   | 1 min 44 s 653   | 1 min 44 s 553   |
| 10                                                                                          | Sergio Pérez      | Force India-Mercedes | 1 min 45 s 204   | 1 min 44 s 703   | 1 min 44 s 582   |
| 11                                                                                          | Valtteri Bottas   | Williams-Mercedes    | 1 min 46 s 086   | 1 min 44 s 740   |                  |
| 12                                                                                          | Felipe Massa      | Williams-Mercedes    | 1 min 46 s 056   | 1 min 44 s 991   |                  |
| 13                                                                                          | Jenson Button     | McLaren-Honda        | 1 min 45 s 262   | 1 min 45 s 144   |                  |
| 14                                                                                          | Esteban Gutiérrez | Haas-Ferrari         | 1 min 45 s 465   | 1 min 45 s 593   |                  |
| 15                                                                                          | Romain Grosjean   | Haas-Ferrari         | 1 min 45 s 609   | 1 min 45 s 723   |                  |
| 16                                                                                          | Marcus Ericsson   | Sauber-Ferrari       | 1 min 46 s 427   | 1 min 47 s 827   |                  |
| 17                                                                                          | Kevin Magnussen   | Renault              | 1 min 46 s 825   |                  |                  |
| 18                                                                                          | Felipe Nasr       | Sauber-Ferrari       | 1 min 46 s 860   |                  |                  |
| 19                                                                                          | Jolyon Palmer     | Renault              | 1 min 46 s 960   |                  |                  |
| 20                                                                                          | Pascal Wehrlein   | Manor-Mercedes       | 1 min 47 s 667   |                  |                  |
| 21                                                                                          | Esteban Ocon      | Manor-Mercedes       | 1 min 48 s 470   |                  |                  |
| 22                                                                                          | Sebastian Vettel  | Ferrari              | 1 min 49 s 116   |                  |                  |
| Temps minimal à réaliser pour la qualification : 1 min 51 s 553 (107 % de 1 min 44 min 255) |                   |                      |                  |                  |                  |

### Grille de départ du Grand Prix
- Sergio Pérez, auteur du dixième temps des qualifications, est pénalisé d'un recul de 5 places sur la grille de départ pour ne pas avoir assez ralenti sous drapeaux jaunes et de 3 places pour dépassement sous drapeaux jaunes ; il s'élance de la dix-huitième place[7],[8] ;
- Romain Grosjean, auteur du quinzième temps des qualifications, est pénalisé d'un recul de 5 places sur la grille de départ après le changement de sa boîte de vitesses rendu obligatoire après son accident durant la deuxième phase qualificative ; il doit s'élancer de la vingtième place[9].
- Sebastian Vettel, auteur du vingt-deuxième temps des qualifications, est pénalisé d'un recul de 25 places sur la grille de départ après le changement de son moteur puis de sa boîte de vitesses ; ces pénalités ne changent rien à son placement sur la grille de départ puisqu'il s'élance de la dernière place[10].

## Course

### Classement de la course
| Pos. | no | Pilote            | Écurie               | Tours | Temps/Abandon                      | Grille | Points |
| ---- | -- | ----------------- | -------------------- | ----- | ---------------------------------- | ------ | ------ |
| 1    | 6  | Nico Rosberg      | Mercedes             | 61    | 1 h 55 min 48 s 950 (159,993 km/h) | 1      | 25     |
| 2    | 3  | Daniel Ricciardo  | Red Bull-TAG Heuer   | 61    | + 0 s 488                          | 2      | 18     |
| 3    | 44 | Lewis Hamilton    | Mercedes             | 61    | + 8 s 038                          | 3      | 15     |
| 4    | 7  | Kimi Räikkönen    | Ferrari              | 61    | + 10 s 219                         | 5      | 12     |
| 5    | 5  | Sebastian Vettel  | Ferrari              | 61    | + 27 s 694                         | 22     | 10     |
| 6    | 33 | Max Verstappen    | Red Bull-TAG Heuer   | 61    | + 1 min 11 s 197                   | 4      | 8      |
| 7    | 14 | Fernando Alonso   | McLaren-Honda        | 61    | + 1 min 29 s 198                   | 9      | 6      |
| 8    | 11 | Sergio Pérez      | Force India-Mercedes | 61    | + 1 min 51 s 062                   | 18     | 4      |
| 9    | 26 | Daniil Kvyat      | Toro Rosso-Ferrari   | 61    | + 1 min 51 s 557                   | 7      | 2      |
| 10   | 20 | Kevin Magnussen   | Renault              | 61    | + 1 min 59 s 952                   | 16     | 1      |
| 11   | 21 | Esteban Gutiérrez | Haas-Ferrari         | 60    | + 1 tour                           | 13     |        |
| 12   | 19 | Felipe Massa      | Williams-Mercedes    | 60    | + 1 tour                           | 11     |        |
| 13   | 12 | Felipe Nasr       | Sauber-Ferrari       | 60    | + 1 tour                           | 17     |        |
| 14   | 55 | Carlos Sainz Jr.  | Toro Rosso-Ferrari   | 60    | + 1 tour                           | 6      |        |
| 15   | 30 | Jolyon Palmer     | Renault              | 60    | + 1 tour                           | 19     |        |
| 16   | 94 | Pascal Wehrlein   | Manor-Mercedes       | 60    | + 1 tour                           | 20     |        |
| 17   | 9  | Marcus Ericsson   | Sauber-Ferrari       | 60    | + 1 tour                           | 15     |        |
| 18   | 31 | Esteban Ocon      | MRT-Mercedes         | 59    | + 2 tours                          | 21     |        |
| Abd. | 22 | Jenson Button     | McLaren-Honda        | 42    | Freins                             | 12     |        |
| Abd. | 77 | Valtteri Bottas   | Williams-Mercedes    | 35    | Surchauffe                         | 10     |        |
| Abd. | 27 | Nico Hülkenberg   | Force India-Mercedes | 0     | Accrochage au départ               | 8      |        |
| N.p. | 8  | Romain Grosjean   | Haas-Ferrari         | 0     | Freins                             | 14     |        |

### Pole position et record du tour
- Pole position :  Nico Rosberg (Mercedes) en 1 min 42 s 584 (177,747 km/h)[12].
- Meilleur tour en course :  Daniel Ricciardo (Red Bull-TAG Heuer) en 1 min 47 s 187 (170,113 km/h) au quarante-neuvième tour[13].

### Tours en tête
- Nico Rosberg : 59 tours (1-16 / 18-33 / 35-61)[14]
- Lewis Hamilton : 1 tour (17)
- Kimi Räikkönen : 1 tour (34)

## Classements généraux à l'issue de la course
| Pos. | Pilote            | Écurie               | Points |
| ---- | ----------------- | -------------------- | ------ |
| 1er  | Nico Rosberg      | Mercedes             | 273    |
| 2    | Lewis Hamilton    | Mercedes             | 265    |
| 3    | Daniel Ricciardo  | Red Bull-TAG Heuer   | 179    |
| 4    | Sebastian Vettel  | Ferrari              | 153    |
| 5    | Kimi Räikkönen    | Ferrari              | 148    |
| 6    | Max Verstappen    | Red Bull-TAG Heuer   | 129    |
| 7    | Valtteri Bottas   | Williams-Mercedes    | 70     |
| 8    | Sergio Pérez      | Force India-Mercedes | 66     |
| 9    | Nico Hülkenberg   | Force India-Mercedes | 46     |
| 10   | Felipe Massa      | Williams-Mercedes    | 41     |
| 11   | Fernando Alonso   | McLaren-Honda        | 36     |
| 12   | Carlos Sainz Jr.  | Toro Rosso-Ferrari   | 30     |
| 13   | Romain Grosjean   | Haas-Ferrari         | 28     |
| 14   | Daniil Kvyat      | Toro Rosso-Ferrari   | 25     |
| 15   | Jenson Button     | McLaren-Honda        | 17     |
| 16   | Kevin Magnussen   | Renault              | 7      |
| 17   | Stoffel Vandoorne | McLaren-Honda        | 1      |
| 18   | Pascal Wehrlein   | Manor-Mercedes       | 1      |

| Pos. | Écurie               | Points |
| ---- | -------------------- | ------ |
| 1er  | Mercedes             | 538    |
| 2    | Red Bull-TAG Heuer   | 316    |
| 3    | Ferrari              | 301    |
| 4    | Force India-Mercedes | 112    |
| 5    | Williams-Mercedes    | 111    |
| 6    | McLaren-Honda        | 54     |
| 7    | Toro Rosso-Ferrari   | 47     |
| 8    | Haas-Ferrari         | 28     |
| 9    | Renault              | 7      |
| 10   | Manor-Mercedes       | 1      |

## Statistiques
Le Grand Prix de Singapour 2016 représente :
- la 29e pole position de Nico Rosberg[17] ;
- la 22e victoire de Nico Rosberg[18] ;
- la 59e victoire de Mercedes en tant que constructeur[19] ;
- la 145e victoire de Mercedes en tant que motoriste[20] ;
- le 200e départ en Grand Prix de Nico Rosberg[21] ;
- le 200e départ en Grand Prix de la Scuderia Toro Rosso[22].

Au cours de ce Grand Prix :
- Sebastian Vettel est élu « Pilote du jour » lors d'un vote organisé sur le site officiel de la Formule 1[23] ;
- Mark Blundell (61 Grands Prix disputés entre 1991 et 1995, trois podiums et 32 points inscrits, vainqueur des 24 Heures du Mans 1992 sur Peugeot 905) est nommé assistant des commissaires de course pour ce Grand Prix[24].